# Santu Casanova
(Telegramma inviato da Casanova a Mussolini il 29 ottobre 1936)
Santu Casanova (Azzana, 3 luglio 1850 – Livorno, 27 dicembre 1936) è stato uno scrittore francese in lingua còrsa, uno dei padri della letteratura còrsa moderna.
Fu battezzato come Pierre-Toussaint Casanova, ma preferì usare la versione còrsa del suo nome. È noto anche con il soprannome di Ziu Santu.
Suo padre era da Riventosa e sua madre da Arburi. Cominciò a scrivere in italiano; fra le sue opere si distinguono Meraviglioso testamento di Francesco, morto in Cargese li 18 maggio 1875 (1876), Contrasto curioso fra un Guagnese e un Chiglianese (1876) e Morte e funerali di Spanetto (1892).
Nel 1896 fondò il settimanale satirico A Tramuntana, la prima rivista interamente in lingua còrsa, pubblicata sino al 1914. A Tramuntana trattava di tutti i soggetti: economici, sociali, scientifici, letterari e politici. In essa Casanova cercò di fissare l'ortografia del còrso.
In questa rivista sono stati pubblicati tutti i futuri autori in lingua còrsa, fra i quali Petru Rocca.
Alla fine della sua vita Santu Casanova fu accusato dalle autorità francesi di essere un irredentista favorevole all'unione della Corsica all'Italia. Infatti alla fine degli anni trenta in Corsica la simpatia per l'Italia raggiungeva punte impensabili e Santu Casanova (che morirà esule in Italia, a Livorno) produsse scritti e poesie celebrative della guerra d'Etiopia.
Dal 1962 è sepolto ad Arburi, il suo paese d'origine.

## Opere
- Meraviglioso testamento di Francesco, morto in Cargese li 18 maggio 1875 (1876)
- Dialetto Corso (1876)
- La morte e i funerali di Spanetto (1892)
- Primavera Corsa (1927)
- Fiori di Cirnu (1930)